# Sant Quirze i Santa Julita de Muntanyola
Sant Quirze i Santa Julita de Muntanyola és una església parroquial, al municipi de Muntanyola, a la comarca d'Osona, a Catalunya. És dalt d'un serrat, però abocada a la vall interior del terme. L'església actual va ser reconstruïda totalment el 1727, fet que provocà que no quedi gairebé res de l'anterior. És un edifici barroc que conserva íntegra la col·lecció dels seus retaules. El 1989 va ser restaurada per la Diputació de Barcelona.
S'hi celebra missa cada diumenge a les 10 del matí. El 15 de maig es fa la festa en honor de Sant Isidre i el 16 de juny se celebra la festa major de Sant Quirze i Santa Julita.

## Història
Hi ha referències de l'existència de l'església des de l'any 938, i que va ser renovada i consagrada el 1177. El bisbe Pere de Redorta va anar a Muntanyola amb els seus canonges i clergues i allà el van rebre gran quantitat de pròcers, senyors, cavallers i pagesos. Amb motiu d'aquest esdeveniment, Saurina d'Oló va donar el mas Franquesa a l'altar de Santa Maria per sufragar les despeses d'il·luminació. Es van confirmar els delmes i primícies, les obligacions dels fidels i la sagrera amb trenta passos al voltant. L'Església en aquesta època havia aconseguit ser vista pels pagesos com una garantia enfront del poder feudal dels senyors; per això en aquest radi de trenta passos al voltant de l'església conegut com a sagrera, espai que delimitava el bisbe en el moment de consagració, no es podia cometre cap acte de violència sense poder ser excomunicat.
Tot i els seus orígens preromànics, actualment conserva molt pocs elements d'aquest estil, ja que durant el segle xviii va ser transformada i reconstruïda a la manera barroca. A l'interior hi ha cinc retaules barrocs del taller dels Real i Gros, que presenten una cera unitat dins d'aquest estil. L'altar major s'atribueix a Lorenzo Mercanti, mestre italià.
L'església, ha tingut diverses fases de les quals en queden poques mostres: de la preromànica es conserven restes de l'antiga capçalera trapezoïdal i d'una torre de base circular situada a migjorn; de l'etapa romànica es distingeix les restes d'un absis semicircular; del tercer quart segle xvi daten la primera capella de la banda nord de l'església i de la segona meitat del segle xvii és la segona capella. Actualment té cura de l'església el rector de Santa Eulàlia de Riuprimer, que hi celebra missa una vegada al mes. A la rectoria hi ha les següents dates gravades: 1784 a la llinda del portal, 1789 a la del balcó tapiat. També apareix la data 1790.

## Arquitectura
Es tracta d'un edifici compost per una única nau, amb la capçalera orientada a llevant, sense absis. L'entrada es troba a ponent, i està construïda amb dovelles de pedra blanquinosa, tenint a dalt un frontis triangular amb una fornícula, contenint imatges de Sant Quirze i Santa Julita. A sobre s'hi obre un òcul. Al sud-est hi ha la torre del campanar, adossat i cobert de les quatre vessants. A la part de migdia l'església s'uneix a la rectoria. A l'interior la nau presenta capelles laterals; les de la part esquerra es comuniquen entre si. Són cobertes amb volta quatripartita amb un medalló al centre.
La nau es divideix en quatre tams, on es descriuen formes ovals amb decoracions d'estuc en cada un. Al mur de migdia s'hi troba adossada la rectoria. La planta és rectangular, amb el carener paral·lel a la façana, que està orientada cap a ponent. La vessant de llevant és més prolongada que l'altre. El cos de galeries està orientat cap a migdia i adossat al temple. A la part posterior hi ha un hort, al costat del cementiri. Consta de planta baixa i dos pisos. El portal d'entrada és de forma rectangular, amb la llinda decorada amb motius eclesiàstics. S'hi han construït annexes per tal d'habitar-los com a colònies, fet que ha modificat l'antiga estructura. És construïda amb pedra, amb afegitons de totxo.